# Renzo Soldani
Pour les articles homonymes, voir Soldani.
Renzo Soldani (né le 2 mai 1925 à Cireglio di Pistoia, une frazione de la ville de Pistoia, dans la province éponyme en Toscane - mort le 2 janvier 2013) est un ancien coureur cycliste italien des années 1950. 

## Biographie
Professionnel de 1949 à 1957, Renzo Soldani a notamment remporté le Tour de Lombardie en 1950 en battant Fausto Coppi au sprint.

## Palmarès
- 1948
  - Tour du Piémont
- 1949
  - Coppa Placci
  - 2e du Tour des Apennins
- 1950
  - Tour des Apennins
  - Tour d'Ombrie
  - Tour de Lombardie
  - 3e Tour des Pouilles et Lucanie
- 1951
  - Cagliari-Sassari
  - 3e du GP Industria in Belmonte-Piceno

## Résultats sur les grands tours

### Tour d'Italie
- 1949 : 22e
- 1950 : 32e
- 1951 : abandon
- 1952 : 32e
- 1954 : 27e